# Andrew Milne
Andrew Milne   (York, 9 de setembre de 1990) és un futbolista neozelandès que actualment juga com a centrecampista per l'Auckland City FC del Campionat de Futbol de Nova Zelanda.

## Trajectòria per club

### Joventut al Waikato i al Rangers
La carrera juvenil de Milne va començar en la temporada 2008-2009 amb el Waikato FC de Nova Zelanda. El gener de 2009 va ser fitxat per l'equip juvenil del Rangers FC d'Escòcia amb el qual estigué fins al juliol de 2010.

### Inicis professionals amb l'Auckland City
El novembre de 2010 va anar-se'n a l'Auckland City FC. Va debutar amb el club el 28 de novembre en un partit a Park Island contra el Hawke's Bay United en què empataren 2 a 2. Un mes després, contra el Hawke's Bay United de nou però aquest cop al Kiwitea Street d'Auckland, Milne marcaria el seu primer gol amb el club en un partit que acabà 5 a 0. Aquella temporada Milne acabaria jugant en 14 partits marcant-hi 4 gols.
La temporada 2011-2012 de nou fou una peça clau en el migcamp de l'Auckland City. En aquesta temporada Milne ha jugat en 13 partits marcant un total de 3 gols per l'equip.

## Trajectòria internacional
Milne va ser seleccionat com a part de la selecció neozelandesa sub-17 que participaria en el Campionat del Món de la FIFA sub-17 de 2009. Va jugar en cadascun dels quatre partits en què jugà la selecció neozelandesa: contra Costa Rica (1–1), contra Burkina Faso (1–1), contra Turquia (1–1) i contra Nigèria (0–5).
Dos anys després, va ser convocat per a la selecció neozelandesa sub-20 en el Campionat Sub-20 de l'OFC de 2011. Va jugar en tres dels cinc partits: contra les Illes Salomó (3–0), Nova Caledònia (10–0) i en la final de nou contra les Illes Salomó (3–1).
També el 2011 Milne va jugar en dos partits de la Copa del Món de futbol sub-20 de 2011 a Colòmbia. Va jugar contra el Camerun (1–1), l'Uruguai (1–1) i Portugal (0–1).

## Palmarès
- Campionat Sub-20 de l'OFC (1): 2011.
- Lliga de Campions de l'OFC (2): 2010-11, 2011-12.